# Горин, Геннадий Александрович
Генна́дий Алекса́ндрович Го́рин (род. 11 декабря 1972, Орёл, СССР) — российский видеоблогер и стример.

## Биография

### Ранние годы
Родился 11 декабря 1972 года в Орле. Отец — Александр Иванович Горин, инженер; мать — Нина Карповна Горина (при рождении Дерюгина), токарь. С детства страдает речевыми проблемами. Страдал заиканием, поэтому с 1980 по 1991 год учился в школе-интернате. Окончив школу, он работал на стройке и грузчиком в магазине.

### Личная жизнь
С 2001 по 2007 год был женат на Ольге Николаевне Сорокиной. Детей у Геннадия и Ольги не было. Впоследствии Сорокина второй раз вышла замуж за другого человека и родила двоих сыновей

## Карьера в интернете
В 2012 году Геннадию подарили ноутбук, и он стал записывать свои первые видеоролики. В 2017 году в Интернете завирусились видеоролики «Не двигайте табуретками» и «А я не понял, что вы делаете в моём холодильнике?», после чего Геннадий стал интернет-мемом. В 2018 году создал канал на YouTube и быстро начал набирать популярность. В 2019 году получил серебряную кнопку, а в 2020 — золотую.
За свою блогерскую карьеру Геннадий несколько раз удалял канал и заявлял об уходе с YouTube, но позже вновь возвращался на площадку и восстанавливал видеоролики.
С 2022 года проводит прямые эфиры на платформе Twitch.

## Семья
- Отец — Александр Иванович Горин (1941—2008) — инженер, умер в возрасте 67 лет от сердечного приступа.
- Мать — Нина Карповна Горина (при рождении Дерюгина; род. 1937) — работала токарем.
- Брат — Эдуард Александрович Горин (род. 1969) — работал вместе с Геннадием на стройке. Женат, имеет двоих сыновей Александра и Артёма. По словам Геннадия, его брат тоже страдает речевыми проблемами.

## В культуре
В 2017 году Горин стал прообразом главного героя фильма Олега Мавроматти «Обезьяна, страус и могила». В 2023 году Денис Стрелецкий (Ро98) снял сиквел под названием «Пресловутое поколение: Зелёный слоник 2».